# Cacia setulosa
Cacia setulosa là một loài bọ cánh cứng trong họ Cerambycidae.